# Нуклеарна енергија
Нуклеарна енергија је енергија честица сачувана у језгрима атома. Језгро се састоји од протона и неутрона, који су међусобно везани јаким нуклеарним и слабим силама. Нуклеарним реакцијама долази до промене стања атомског језгра, што значи да се број или врста честица у језгру мења. Зависно од врсте нуклеарне реакције, може доћи до ослобађања нуклеарне енергије, која се може искористити за производњу електричне енергије у нуклеарним електранама. Она се ослобађа у процесима који се одвијају у звездама (фузија) те у процесима који се данас користе у нуклеарним електранама (фисија), као и у спонтаним нуклеарним реакцијама.
Нуклеарне електране производе око 6% светске енергије и 13–14% светске електричне струје, а у САД, Француској и Јапану заједно дају око 50% нуклеарно генериране електричне енергије.
Године 2007, Међународна агенција за атомску енергију поднела је извјештај о постојању 439 нуклеарних реактора у погону у свету, које раде у 31 држави. Такође, изграђено је више од 150 поморских бродова који користе нуклеарни погон.
У току је дебата о кориштењу нуклеарне енергије. Заговорници, као што су Светско нуклеарна удружење (World Nuclear Association - WNA) и Међународна агенција за атомску енергију, тврде да је нуклеарна енергија извор одрживе енергије која смањује емисије угљеника. Противници, као што су Гринпис и NIRS (Nuclear Information and Resource Service), верују да нуклеарна енергија поставља многе пријетње људима и животној средини.
Нуклеарне несреће укључују чернобиљску катастрофу (1986), нуклеарну катастрофу у Фукушими (2011) и инцидент на острву Три Миље (1979). Такође је било несретних случајева у подморницама с нуклеарним погоном. Међутим, сигурносни протокол нуклеарне енергије је добар кад се упоређује с многим другим енергетским технологијама. Истраживања у сврху пораста сигурности наставља се и нуклеарна фузија би се могла користити у будућности. У погледу изгубљених живота по јединици генерисане енергије, анализе указују да нуклеарна енергија узрокује мањи број смртних случајева од других главних извора. Продукција енергије из угља, нафте, природног гаса и хидроенергије узрокује већи број смртних случајева по јединици енергије због загађења ваздуха и импакта удеса. Међутим, економиски трошкови удеса при производњи нуклеарне енергије су високи, и могу да узрокују да велика подручја постану ненасељива веома дуго. Људски трошкови евакуације пострадалог становништва и губитак прихода су исто тако значајни.
Заједно са другим обновљивим изворима енергије, нуклеарна енергија је метод производње електричне струје са ниским емисијама угљеника. Анализа литературе указује да је емисиони интензитет тоталног животног циклуса сличан са другим обновљивим изворима у погледу емисија гасова стаклене баште по јединици генерисане енергије. Исход тога је да је од почетка комерцијализације нуклеарних електрана током 1970-тих, спречена емисија око 64 милијарди тона угљен-диоксидних еквивалената, гасова зелене баште, гасова који би иначе настали услед сагоревања фосилних горива у термоелектранама.
Године 2012. је по подацима IAEA било 68 цивилних нуклеарних реактора у свету у изградњи у 15 земаља, приближно 28 у Народној Републици Кини (PRC), с плановима да се изгради много више. У САД лиценце готово пола реактора продужене на 60 година, и планови за изградњу других дванаест озбиљно се разматрају. У САД, два нова реактора треће генерације су у изградњи код Вогтла. Упрва америчке нуклеарне индустрије очекује пет нових реактора да уђу у употребу до 2020, сви од којих у постојећим електранама. Године 2013, су четири застарела, некомпетитивна реактора затворена.
Несрећа у нуклеарној електрани Фукушима 1 у Јапану 2011, која се догодила у реактору из 1960-тих, подстакла је преиспитивање нуклеарне безбедности и нуклеарно енергетске политике у многим земљама. Немачка је одлучила да затвори све своје реакторе до 2022, а у Италији је забрањена нуклеарна енергија. Након Фукушиме, Међународна агенција за енергију преполовила је своју процену додатних нуклеарних капацитета који би се изградили до 2035.

## Коришћење
Од 2005. године помоћу нуклеарне енергије производи се 6,3% светске енергије те 15% светске струје, а САД, Француска и Јапан заједно дају 56,5% нуклеарне генериране електричне енергије. Године 2007. Међународна агенција за атомску енергију поднијела је извјештај о постојању 439 нуклеарних реактора у функцији у свету, koje rade u 31 državi. Од децембра 2009, свет је имао 436 реактора. Откад је комерцијална нуклеарна енергија почела средином 1950-их, 2008. је била прва година у којој ниједна нова нуклеарна електрана није прикључена на мрежу, иако су две прикључене 2009.
Годишња производња нуклеарне енергије је на лагано силазном тренду од 2007, падајући 1,8% 2009. на 2558 TWh, тако да је нуклеарна енергија покривала 13–14% свјетске потражње за електричном енергијом. Један фактор у смањењу удела нуклеарне енергије од 2007. било је дуготрајно искључење великих реактора у нуклеарној електрани Кашивазаки-Карива у Јапану након Нигата-Чуетсу-Оки потреса.
САД производи највише нуклеарне енергије, тако да нуклеарном енергијом покрива 19% своје потрошње електричне енергије, док Француска производи највећи постотак своје електричне енергије из нуклеарних реактора—80% од 2006. У Европској унији као целини, нуклеарна енергија осигурава 30% електричне енергије. Нуклеарна политика разликује се међу државама чланицама Еуропске уније, а неке, као што су Аустрија, Естонија, Ирска и Италија, немају активних нуклеарних електрана. У поређењу с тим, Француска има велик број таквих постројења, са 16 вишејединичних станица у тренутној употреби.
У САД, док је производња струје из угља и гаса пројектована тако да вреди 85 милијарди долара до 2013, нуклеарни генератори прорачунати су на 18 милијарди долара.
Многи ратни и неки цивилни (као што су неки ледоломци) бродови користе нуклеарни поморски погон, облик нуклеарног погона. Неколико свемирских летилица лансирано је користећи потпуно развијене нуклеарне реакторе: совјетска РОРСАТ серија и америчка SNAP-10A.
Међународна истраживања настављају се у сврху унапређивања сигурности као што су пасивно сигурне електране, кориштење нуклеарне фузије, и додатна кориштења топлоте процеса, као што је хидролиза (за подржавање водоникове економије), за десалинизацију морске воде и за кориштење у системима за централно грејање.

## Фузија
Спајање два атомска језгара назива се нуклеарна фузија. У нуклеарним фузијама могу учествовати само лаки елементи - они са само неколико протона и неутрона у језгру. При врло високим температурама два језгра водоника међусобно се сударају и настају тежа језгра хелијума која притом ослобађа енергију и одбацује се неутрон. Фузије се одвијају на Сунцу и другим звездама.
- Фузијски реактор

Научници још нису израдили практичан фузијски реактор. Прстенасти експериментални реактор назива се токамак (у облику торуса). Он загрева гасовити водоник на више милиона степени тако да се атомска језгра могу спајати.

## Фисија
Цепање језгра атома назива се нуклеарна фисија. Неки тешки елементи имају нестабилно језгро која се може навести на цепање бомбардовањем неутронима. Кад се језгра расцепе, ослобађају енергију и још неутрона који могу погодити друга језгра и тако започиње ланчана реакција.
- Фисијски реактор

Срце фисијског реактора ја чврст челични спремник, односно језгро. У језгру реактора одвија се низ фисијских реакција, такозвана ланчана реакција те се ствара велика количина топлоте. Расхладна течност која циркулише преузима ту топлоту и покреће генераторе. Генератори помоћу те топлоте претварају воду у млазове водене паре под високим притиском. Млазови воде покрећу турбинске моторе повезане с електричним генераторима.
- Расплодни реактор

Реактор који сам ствара гориво назива се расплодни реактор. Током ланчане реакције један део урана прелази у плутонијум који се такође може користити као нуклеарно гориво.
- Штапићи с нуклеарним горивом

Већина штапића с горивом састоји се од пелета или шипки изотопа урана - 235 који се држи у кућишту од легуре. Уран - 235 има 235 протона и неутрона у језгру својих атома.

## Нуклеарна опасност
Отпад од нуклеарног горива је опасно радиоактиван па се мора потопити на морско дно или закопати дубоко у земљу. Испитивање нуклеарног оружја и оштећење реактора могу узроковати дуготрајне здравствене опасности због ослобађања радиоактивног материјала у ваздух.

### Енрико Ферми
Нуклеарни физичар италијанског порекла Енрико Ферми (1901—1945) напустио је Италију 1938. те наставио да живи и ради у САД. Године 1942. саградио је први нуклеарни реактор на напуштеном игралишту за сквош Универзитета у Чикагу. На том реактору Ферми је успео да изведе прву нуклеарну фисијску ланчану реакцију.

## Временска табела
| Историјски догађаји |
| --- |
| 1911. Физичар Ернест Радерфорд, рођен у Новом Зеланду, обзнањује да сваки атом садржи малу, чврсту средину, такозвано језгро. |
| 1938. Немачки хемичар Ото Хан и аустријска физичарка Лиза Мајтнер откривају нуклеарну фисију.                                 |
| 1939. Физичар Ханс Бете, пореклом из Немачке, открива да сунчева енергија потиче од нуклеарне фузије.                         |
| 1942. Енрико Ферми у САД изводи прву ланчану реакцију.                                                                        |
| 1945. Нуклеарне бомбе уништавају јапанске градове Хирошиму и Нагасаки.                                                        |
| 1954. Руски реактор Обнинск први ствара електричну енергију.                                                                  |
| 1986. Експлозија реактора у Чернобиљу, Украјина, ослобађа облаке радиоактивног материјала.                                    |
| 1991. У Енглеској пројект () постижу прву контролисану фузију.                                                                |

## Технологија реактора
Свака електрана користи гориво за производњу енергије. Гориво може бити у облику гаса, угља, уља. Када се ради о нуклеарној електрани, енергија се производи уз помоћ нуклеарне фисионе реакције у унутрашњости реактора. Када се нуклеарна ланчана реакција контролише, енергија која се ослободи може да се користи за загревање воде, у циљу производње паре, која касније покреће турбину. Док се у нуклеарном реактору једне централе одвија контролисана реакција, нуклеарна бомба ради на принципу неконтролисане ланчане реакције.
У природном уранијуму, налази се око 0,7% уранијума 235, око 98% је уранијум 238, остали елементи чине само мали део.
Већина реактора је обогаћена са 3-4%, иако наравно неки реактори могу да користе природни или високо обогаћени уранијум. Пример реактора који користе обичан природни (необогаћени) уранијум је КАНДУ реактор.

## Нуклеарна безбедност
Нуклеарна безбедност укључује следеће:
- Истраживање и тестирање о могућим инцидентима и хаваријама у нуклеарним електранама
- Опрему коју треба користити како не би дошло до инцидента
- Калкулацију вероватноће да до хаварије дође
- Какве мере треба предузети како би се запослени и околина заштитили у таквој, непредвидивој, ситуацији
- Демонстрација хаварија

Организација која се брине o томе да реактори, који данас раде у свету, буду безбедни се назива Међународна агенција за нуклеарну енергију, са седиштем у Бечу, Аустрија.